# Tyria nigrana
Tyria nigrana är en fjärilsart som beskrevs av Cab. 1928. Tyria nigrana ingår i släktet Tyria och familjen björnspinnare. Inga underarter finns listade i Catalogue of Life.